# Artaxer Carano
Artaxes Carano (em persa médio: Ardašīr ī Kārin; em parta: Ardašīr Kārin); em grego clássico: Αρταξαρ Καρην, Artaxar Karen) foi um nobre parta do século III, membro da Casa de Carano ativo durante o reinado do xainxá Sapor I (r. 240–270). 

## Nome
Artaxes (Αρτάξης, Artáxēs), Adeser (Αδεσήρ, Adesēr), Artaxer (Αρταξηρ, Artaxḗr), Artaxares (Αρταξάρης, Artaxárēs), Artaser (Αρτασήρ, Artasḗr), Artasires (Αρτασείρης, Artaseírēs), Artaxas (Αρτάξας, Artáxas) e Artaxias (Αρταξίας, Artaxías) são as formas gregas do parta e persa médio Ardaxir ou Artaxir (𐭠𐭥𐭲𐭧𐭱𐭲𐭥, Ardaxšīr ou Artaxšīr) e do armênio Artaxir (Արտաշիր, Artašir) e Artaxes (Արտաշէս, Artašēs; surgido da forma não atestada *Artašas). Esses nomes derivam do persa antigo Artaxaça (𐎠𐎼𐎫𐎧𐏁𐏂𐎠, Artaxšaçā) ou o iraniano antigo Artaxatra (*R̥ta-xš-ira-), que significa "cujo reinado é através da verdade". Sua grafia em persa antigo também foi helenizada e latinizada como Artaxerxes (Αρταξέρξης, Artaxérxēs).

## Vida
Artaxer é conhecido apenas pela menção feita na inscrição trilíngue Feitos do Divino Sapor, datada do reinado do xainxá Sapor I (r. 240–270), onde consta na lista de dignitários da corte de Sapor na décima sexta posição entre os 67 nomeados. A julgar pela inscrição, pertencia à casa de Carano, uma das sete grandes casas de origem parta que viviam no Império Sassânida.